# NGC 2567
NGC 2567 est un amas ouvert,, situé dans la constellation de la Poupe. Il a été découvert par l'astronome germano-britannique William Herschel en 1793.
NGC 2567 est à environ 1 667 pc (∼5 440 al) du système solaire et les dernières estimations donnent un âge de 294 millions d'années. La taille apparente de l'amas est de 11 minutes d'arc, ce qui, compte tenu de la distance, donne une taille réelle maximale d'environ 17 années-lumière.
Selon la classification des amas ouverts de Robert Trumpler, cet amas renferme entre 50 et 100 étoiles (lettre m) dont la concentration est moyenne (III) et dont les magnitudes se répartissent sur un intervalle moyen (le chiffre 2).